# Rolnica szkółkówka
Rolnica szkółkówka (Agrotis vestigialis) – motyl z rodziny sówek (Noctuidae).

## Morfologia
Motyl o rozpiętości skrzydeł 30–40 mm. Pierwsza para skrzydeł żółtawoszara do popielatoszarej z brunatnym nalotem, nerkowata plamka ciemnobrunatna, w środku jasno, a na zewnątrz ciemno obrębiona; plama klinowa czarnobrunatna, obwiedziona szarą obwódką. Skrzydła tylne żółtoszare, jasno obrzeżone.
Larwa (gąsienica) szesnastonoga, naga, o długości do 45 mm, o zabarwieniu zielonoszarym, na grzbiecie ma podwójną ciemną linię grzbietową, na bokach widoczne są białe linie, z boku każdego segmentu dwie brodawki. Głowa żółtobrunatna do brunatnej, błyszcząca z trzema łukowatymi liniami.
Poczwarka typu zamkniętego, jasna, czerwonobrązowa, na końcu odwłoka ma dwa krótkie kolce.

## Biologia
Rójka za dnia od sierpnia do września. Samice składają jaja na piaszczystej glebie w miejscach zachwaszczonych. Młode gąsienice żerują aż do nastania zimy na korzeniach roślin zielnych. Na wiosnę zaczynają ogryzać szyjki korzeniowe 1–3 letnich siewek i sadzonek różnych drzew. W nocy wspinają się na drzewka, ogryzają igły i korę, a nawet przegryzają cienkie strzałki. Przepoczwarczenie następuje w lipcu pod osłoną luźnego oprzędu, zwykle w glebie. Generacja jednoroczna. Zimuje na wpół wyrośnięta gąsienica.

## Znaczenie
Rolnica szkółkówka może być (jak inne rolnice) groźnym szkodnikiem w szkółkarstwie. Przy 3 gąsienicach na 1 m² następuje znaczny, bo ponad 50% wypad sadzonek.